# Karl Asmund Rudolphi
Israel Karl (ou Carl) Asmund (ou Asmunt ou Asmus) Rudolphi est un zoologiste allemand d’origine suédoise, né le 14 juillet 1771 à Stockholm et mort le 29 novembre 1832 à Berlin.

## Biographie
Son père est maître d’école puis pasteur près de Stralsund en Poméranie suédoise. Il fait ses études à l’université de Greifswald où il obtient son doctorat de philosophie en 1793. Il part étudier la médecine à l’université d'Iéna, puis à celle de Dresde, d’Erlangen et de Göttingen. Il soutient sa thèse portant le titre français Sur les vers intestinaux à l’université de Greifswald. En 1801, après avoir enseigné à l’école vétérinaire de Berlin, il devient professeur à l’institut vétérinaire de Greifswald puis, en 1808, il se voit offrir la chaire d’anatomie et de physiologie à l’université de Berlin.
Rudolphi fonde le musée de zoologie de Berlin en 1810. Cette institution deviendra plus tard l’un des plus grands musées d'histoire naturelle du monde : le musée d'histoire naturelle de Berlin. Rudolphi contribue à de nombreux domaines de l’histoire naturelle et de la biologie notamment en parasitologie, en anatomie et en physiologie. Il est le premier à décrire les nématodes dans Enterozoorum, Sive Vermium Intestinalium Historia Naturalis (1808-1810) qui sera suivi d’Entozoorum Synopsis (1819). L’un de ses livres les plus célèbres est son manuel de biologie, Grundriss der Physiologie, dont la première version paraît en 1821 et qu’il améliore jusqu’à la fin de sa vie. Dans ce livre, il affirme que les races humaines doivent être considérées comme des espèces à part entière, faisant de ce livre l’une des bases du racisme scientifique allemand et scandinave.
C'est Johannes Peter Müller (1801-1858) qui lui succède à la chaire de physiologie et d'anatomie de l'université de Berlin.

## Liste partielle des publications
- Entozoorum sive vermium intestinalium historia naturalis (Amsterdam 1808-10, 3 Bde.), dont le Synopsis entozoorum (Berlin 1819) est un résumé.
- Grundriß der Physiologie (Berlin 1821-1828, 3 vol. ; inachevé)
- Anatomie der Pflanzen (Berlin 1807)
- Beiträge zur Anthropologie und allgemeinen Naturgeschichte (Berlin 1812)